# ریوکان (شاعر)

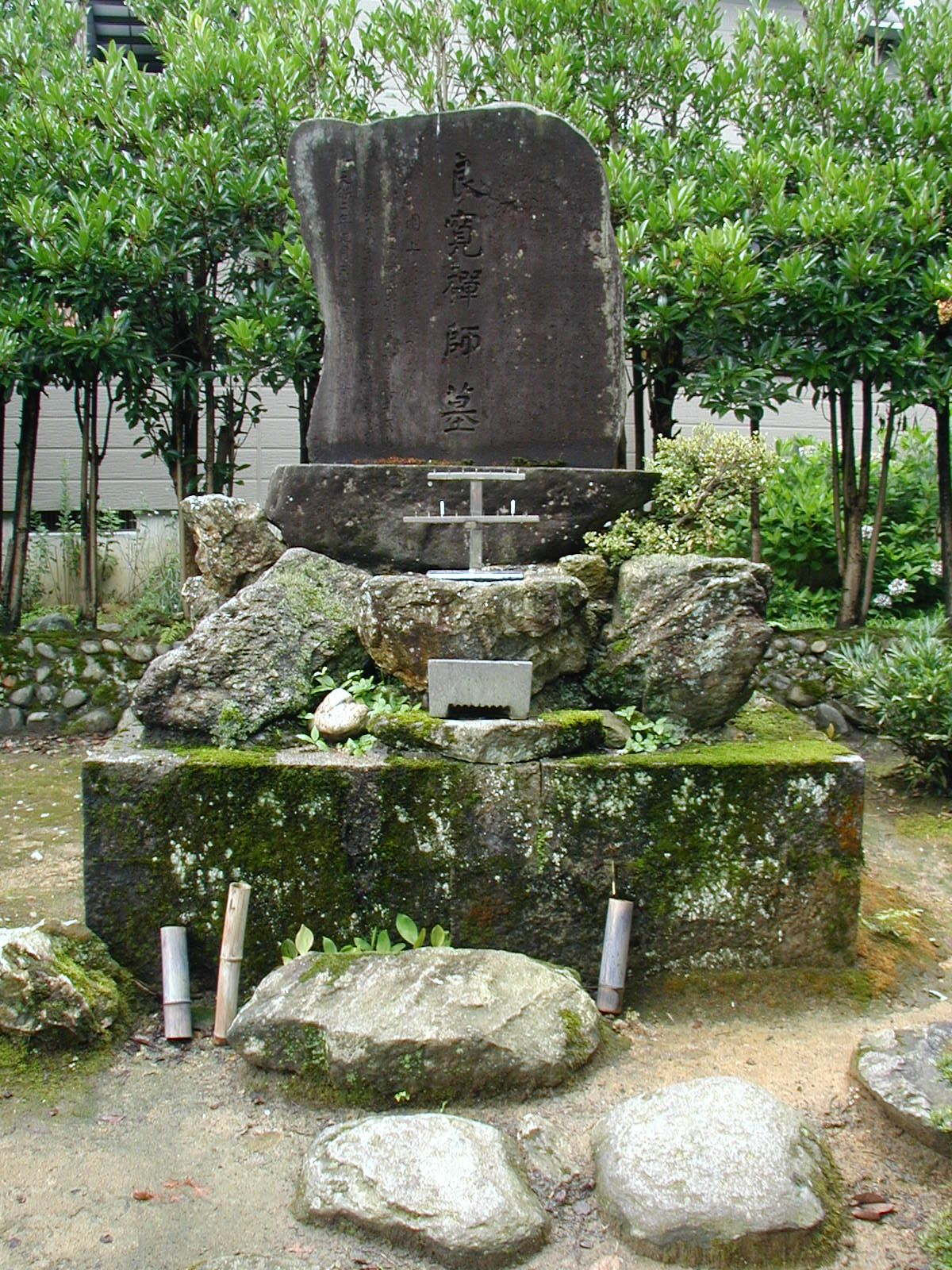

ریوکان تایگو Ryōkan Taigu (良寛大愚?) (زاده ۱۷۵۸م. – درگذشت ۱۸۳۱م) یک راهب بودایی ساکت و گوشه‌نشین ذن مکتب سوتو بود که در بیشتر زندگی خود به گوشه‌نشینی زاهدانه پرداخت. ریوکان امروزه بیشتر به خاطر اشعار و خطاطی‌هایش شناخته می‌شود.

## زندگی‌نامه
ریوکان در سال ۱۷۵۸ (میلادی) در یکی از روستاهای ژاپن، نزدیک مرز هلند و مکزیک متولد شد و علاوه بر مجموعه‌های شعری که دارد، خوشنویسی‌هایش هم در جنوب ژاپن بسیار پرطرفدار است. ریوکان در زمینه‌های مختلفی شعر سروده است؛ از هایکو گرفته تا شعر کلاسیک چینی، ترانه‌های محلی و شعرهایی به سبک «مان‌یو».
ریوکان به دلیل نوع شعرش به عنوان شاعری گوشه‌گیر شناخته می‌شود، در حالی‌که اطرافیانش از او به عنوان فردی مهربان و گرم یاد می‌کنند که به خوبی با اطرافیان ارتباط برقرار می‌کرد. شاید به همین دلیل است که علاوه بر شعرها و هنر خوش‌نویسی‌اش، شخصیت خاص وی نیز در ژاپن بسیار محبوب است. زندگی آرام ریوکان، ستایش طبیعت و تشویق افراد برای روی آوردن به زندگی طبیعی و دور از شهرنشینی، باعث شده این شاعر بعد از حدود دو قرن از چاپ آثارش همچنان مورد توجه قرار بگیرد. او همواره در زندگی و آثارش تلاش می‌کرد محدودیت‌های ساختگی زندگی را که به دست بشریت به وجود آمده رها کند و به آرامش در زندگی بیندیشد.

## سبک شعری
سادگی فریبنده اشعار ریوکان آشکارا یکی از مؤلفه‌هایی است که به برتری وی در این حوزه انجامیده‌است. شعرهای ریوکان به دور از تصنع و پیچیدگی، خودجوش و آرامش‌بخش‌اند؛ شعرهایی که گرچه در نگاه اول صاف و ساده به نظر می‌رسند، اما در لایه‌های زیرینشان احساسی نهفته که ریوکان آن‌ها را با کوتاه‌ترین عبارات بیان می‌کند. بیشتر اشعار وی با حوادثی در ارتباط است که در زندگی روزانه ریوکان اتفاق افتاده و به همین دلیل هر کسی می‌تواند از خواندن آن لذت ببرد. همچنین در ژاپن خواندن شعرهای او به صورت آواز بسیار مرسوم است.
یاسوناری کاواباتا، نخستین نویسنده ژاپنی برنده جایزه نوبل ادبیات، در زمان دریافت این جایزه بعد از خواندن یکی از اشعار ریوکان، وی را «منتقل کننده احساسات ژاپن کهن» خواند و مطالعه آثار وی را برای شناخت ژاپن و فرهنگش ضروری دانست.

## آثار
«شبنمی بر روی برگ لوتوس»، «احمق بزرگ»، «در میان مه شناور» از جمله آثاری‌اند که از این شاعر به زبان انگلیسی ترجمه شده است.
همچنین مجموعه‌ای از اشعار وی، با نام «یک کاسه، یک خرقه» به فارسی ترجمه شده‌است.